# Стойков, Денис Андреевич
Денис Андреевич Сто́йков (род. 26 января 1974, Москва) — российский спортсмен, телеведущий, журналист, кандидат экономических наук, чемпион по пятиборью.

## Биография
Выпускник Российской государственной академии физической культуры (1995 год).
Мастер спорта международного класса по современному пятиборью (1999), чемпион России (2000), 2-кратный серебряный призёр чемпионата мира 1999 и 2000 годов в эстафете, чемпион Европы 2000 в составе команды.
В 2002 году закончил Государственный университет управления, защитил диссертацию на тему «Проблемы государственного экономического регулирования спортивного комплекса» на соискание степени кандидата экономических наук.
На телевидение пришёл по окончании спортивной карьеры. С сентября 2005 по апрель 2006 года работал в спортивной редакции ТВ Центр под руководством Сергея Ческидова как корреспондент и ведущий новостей и еженедельной программы «Арена».
С мая 2006 по октябрь 2015 года — ведущий телеканала «Спорт», впоследствии изменившего своё название на «Россия-2». Комментатор трансляций соревнований по современному пятиборью, стрельбе пулевой и стендовой, фехтованию, большому теннису. Являлся ведущим программ «Вести-Спорт», «Задай вопрос министру», «Панорама дня. LIVE» и «Большой спорт» на том же телеканале. Также вёл выпуски спортивных новостей на канале «Россия-24», дневники Олимпийских игр, чемпионатов мира по футболу, лёгкой атлетике и водным видам спорта.
С июля 2015 года по настоящее время ведёт телепрограмму «Утро России» на телеканале «Россия-1». Перешёл по приглашению главного продюсера канала Игоря Шестакова. Иногда работает спортивным комментатором телетрансляций на канале, в частности, комментировал соревнования на Олимпийских играх 2016 в Рио-де-Жанейро.
Сейчас повторно женат, в браке родилась дочь Ксения.